# Det gaadefulde Væsen
Det gaadefulde Væsen è un cortometraggio muto del 1916 diretto da Lau Lauritzen Sr. e Robert Dinesen

## Trama
I von Grabaus sono una giovane coppia ma Paul, il marito, si annoia con Kitty, la sposina e, quando dall'America torna Alexa, una vecchia fiamma, il giovane conte ritorna ai sopiti ardori e si mette a passare tutte le sere fuori di casa, al cabaret dove lavora Alexa. Il fratello di Kitty vorrebbe aiutare la sorella e studia un piano per riaccendere l'amore di Paul: la sorella dovrebbe imparare come si fa a sedurre un uomo. Convince così il direttore di un teatro a cedergli la sala per una sera e organizza uno spettacolo "unico" e "irripetibile" che presenterà la "principessa crinolina", una misteriosa e affascinante creatura mascherata. Paul, al vedere tutta la città tappezzata dei manifesti che annunciano la sensazionale serata, è intrigato e curioso. La sera, lo spettacolo è un trionfo e Paul cerca di avere un abboccamento con la dama misteriosa, ma Kitty rifiuta di vederlo. Gli fa capire, però, che il giorno seguente potranno incontrarsi nel parco dove lei va a cavalcare.
La mattina, ha luogo l'incontro ma, ancora una volta, la donna misteriosa fugge via, lasciando a terra solo un guanto che il conte raccoglie. A casa, Paul trova un guanto uguale al suo e non riesce a capire ciò che sta succedendo. Poco dopo, riceve un invito dal cognato dove si reca da solo perché la moglie adduce una scusa per non accompagnarlo. Lì, Paul rivede la dama mascherata e riconosce in lei la moglie. Rimasto chiuso fuori su un balcone, riesce finalmente a fuggire per correre a casa dove cerca invano di entrare in camera della moglie. Solo quando si metterà a letto, la moglie entrerà da lui e un bacio appassionato segnerà la riconciliazione dei due coniugi.

## Produzione
Il film fu prodotto dalla Nordisk Film. Alcune fonti danno come regista il solo Lau Lauritzen Sr.. In altre, la sceneggiatura è attribuita anche a Rita Sacchetto.

## Distribuzione
Distribuito dalla Fotorama, uscì nelle sale cinematografiche danesi il 27 novembre 1916.